# Zell am Main
Pour les articles homonymes, voir Zell.
Zell am Main est une commune de Bavière (Allemagne), située dans l'arrondissement de Wurtzbourg, dans le district de Basse-Franconie.

## Histoire
Zell est évoquée pour la première fois en 1128 dans l'acte de fondation du couvent des Prémontrés d’Oberzell. Mais l'endroit est déjà mentionné comme église paroissiale en 983 par d'anciens chroniqueurs, par ex. Peter Endrich (dans son livre "Vor- und Frühgeschichte der Stadt Würzburg"). Le Landkreisbuch Würzburg signale aussi que Saint Laurent est le saint patron de Zell depuis 985. Il y avait à cet endroit plusieurs siècles auparavant des hameaux de pêcheurs et de bûcherons.
Ce bourg connut une histoire mouvementée à l'image du monastère toujours intact d'Oberzell, et du couvent d'Unterzell détruit au cours des bombardements de la Seconde Guerre mondiale.
À la suite de la Sécularisation, les biens du diocèse de Wurtzbourg échurent au royaume de Bavière, puis lors de la Paix de Presbourg (1805) à l’archiduc Ferdinand de Toscane pour les rattacher au grand-duché de Wurtzbourg. En 1814, ils renvinrent définitivement au royaume de Bavière.
En 1817, les associés Friedrich Koenig et Andreas Bauer rachetèrent les ruines de l'abbaye pour y établir leur usine de presses rotatives, qui se trouve aujourd'hui sur l'autre rive du Main, sur le territoire de Wurtzbourg.

## Sites et monuments
- Le couvent d'Unterzell restauré à la suite des bombardements de 1945